# Холмогорки
Холмого́рки (до 1948 года Крым-Шиба́нь; укр. Холмогоркі, крымскотат. Qırım Şiban, Къырым Шибан) — исчезнувшее село в Ленинском районе Республики Крым, располагавшееся на западе района, на Акмонайский перешейке, примерно в 3 км к юго-западу от современного села Ячменное.

## История
Первое документальное упоминание села встречается в Камеральном Описании Крыма… 1784 года, судя по которому, в последний период Крымского ханства Келеси-берди-Шибан входил в Арабатский кадылык Кефинского каймаканства. После присоединения Крыма к России (8) 19 апреля 1783 года, (8) 19 февраля 1784 года, именным указом Екатерины II сенату, на территории бывшего Крымского Ханства была образована Таврическая область и деревня была приписана к Левкопольскому, а после ликвидации в 1787 году Левкопольского — к Феодосийскому уезду Таврической области. После Павловских реформ, с 1796 по 1802 год, входила в Акмечетский уезд Новороссийской губернии. По новому административному делению, после создания 8 (20) октября 1802 года Таврической губернии, Харсыз-Шибань был включён в состав Парпачской волости Феодосийского уезда.
По Ведомости о числе селений, названиях оных, в них дворов… состоящих в Феодосийском уезде от 14 октября 1805 года, в деревне Харзы-Шебань числился 21 двор и 112 жителей. На военно-топографической карте генерал-майора Мухина 1817 года деревня Шибан обозначена с 21 двором. После реформы волостного деления 1829 года Харцыз Шабан, согласно «Ведомости о казённых волостях Таврической губернии 1829 года», отнесли к Агерманской волости (переименованной из Парпачской). На карте 1836 года в деревне Хырцыз-Шибан 28 дворов, как и на карте 1842 года.
В 1860-х годах, после земской реформы Александра II, деревню приписали к Арма-Элинской волости. Согласно «Памятной книжке Таврической губернии за 1867 год», деревня Харсин Шибан была покинута жителями в 1860—1864 годах, в результате эмиграции крымских татар, особенно массовой после Крымской войны 1853—1856 годов, в Турцию и представляла собой пустое место, а, согласно «Списку населённых мест Таврической губернии по сведениям 1864 года», составленному по результатам VIII ревизии 1864 года, Хиреиз-Шибан — уже владельческий русский хутор с 3 дворами и 17 жителями при колодцах. По обследованиям профессора А. Н. Козловского начала 1860-х годов, в селении «все без исключения колодцы с весьма солёною водою, годною лишь для животных. Людьми же в пищу не употребляется». На трёхверстовой карте Шуберта 1865—1876 года в деревне Хырцыз-Шибан обозначено 10 дворов. Согласно сборнику «Постановлений Феодосийского уездного земского собрания… с приложениями» 1868 года, деревня Хирсиз-Шибань находилась во владении почётного гражданина С. Крыма и казны. По «Памятной книге Таврической губернии 1889 года», по результатам Х ревизии 1887 года, в деревне Хиреиз-Шибань, уже Владиславской волости, числилось 17 дворов и 93 жителей. На верстовке 1890 года в Хирсиз-Шибане — 12 дворов с русским населением. По «…Памятной книжке Таврической губернии на 1892 год» в Хирсыз-Шибанском казённом участке, входившем в Арма-Элинское сельское общество, числилось 23 жителя в 2 домохозяйствах.
После земской реформы 1890-х годов деревня осталась в составе преобразованной Владиславской волости. На верстовой карте Крыма 1896 года в селении обозначено 12 дворов с русским населением. По «…Памятной книжке Таврической губернии на 1902 год» в деревне Харсыз-Шибань числилось 39 жителей в 2 домохозяйствах. По Статистическому справочнику Таврической губернии. Ч.II-я. Статистический очерк, выпуск пятый Феодосийский уезд, 1915 год, во Владиславской волости Феодосийского уезда числились деревня Харцыз-Шибань (Крыма и Хаджи) — 12 дворов (все дворы безземельные), 79 человек «посторонних» жителей, из которых 36 мужчин и 43 женщин. Жители землёй не владели, в хозяйствах имелось 54 лошади, 61 вол, 16 коров и 21 голова овец, свиней, или коз (в примечании сказано, что при этом селе у наследников Крым имелось 1712 десятинами земли). Также записан одноимённый солдатский посёлок — 9 дворов (все дворы с землёй), 55 приписных русских, из которых 25 мужчин и 30 женщин. Жители владели 110 десятинами удобной земли. В хозяйствах имелось 36 лошадей, 36 волов, 9 коров и 12 голов овец, свиней, или коз.
После установления в Крыму Советской власти, по постановлению Крымревкома от 8 января 1921 года была упразднена волостная система и село вошло в состав вновь созданного Владиславовского района Феодосийского уезда, а в 1922 году уезды получили название округов. 11 октября 1923 года, согласно постановлению ВЦИК, в административное деление Крымской АССР были внесены изменения, в результате которых округа ликвидировались и Владиславовский район стал самостоятельной административной единицей. Декретом ВЦИК от 04 сентября 1924 года «Об упразднении некоторых районов Автономной Крымской С. С. Р.» в октябре 1924 года район был преобразован в Феодосийский и село включили в его состав. Согласно Списку населённых пунктов Крымской АССР по Всесоюзной переписи 17 декабря 1926 года, в селе Крым-Шибань, Арма-Элинского сельсовета Феодосийского района, числилось 22 двора, все крестьянские, население составляло 97 человек, из них 96 русских и 1 болгарин, а, на хуторе Харсыз-Шибань 10 дворов и 47 жителей (46 русских и 1 украинец). 15 сентября 1931 года Феодосийский район упразднили и село включили в состав Ленинского. Постановлением ВЦИК «О реорганизации сети районов Крымской АССР» от 30 октября 1930 года из Феодосийского района был выделен (воссоздан) Старо-Крымский район (по другим сведениям 15 сентября 1931 года) и село включили в его состав, а, с образованием в 1935 году Кировского — в состав нового района. На одной подробной карте 1941 года обозначены развалины деревни Крым-Шибань, а на другой 500-метровке того же года — жилое село.
В годы Великой Отечественной войны на Ак-Монайских позициях, в окрестностях села, происходили ожесточённые бои с войсками вермахта. Во время Керченско-Феодосийской десантной операции, в январе —мае 1942 года, здесь проходила основная линия фронта, которую обороняли части 51-й армии. Не менее тяжелые бои шли в 1944 году, при освобождении Керченского полуострова. Всего в этих местах погибло 760 советских воинов, похороненных в братской могиле. Уже после ликвидации села, в 1985 году, памятник был заменён на современный. Постановлением Совета министров Республики Крым № 627 от 20 декабря 2016 года памятник отнесён к категории объектов культурно-исторического наследия России регионального значения.
С 25 июня 1946 года селение в составе Крымской области РСФСР. Указом Президиума Верховного Совета РСФСР от 18 мая 1948 года, Крым-Шибань переименовали в Холмогорки. 26 апреля 1954 года Крымская область была передана из состава РСФСР в состав УССР. Холмогорки включены в состав Ленинского района в 1957 году. Согласно «Справочнику административно-территориального деления Крымской области на 15 июня 1960 года» значились в составе Фронтовского сельсовета Ленинского района. На 1968 год Холмогорки в Семисотском сельсовете. Исключен из учётных данных в 1973 году (согласно справочнику «Крымская область. Административно-территориальное деление на 1 января 1977 года» — в период с 1968 по 1977 год, как село Семисотского сельсовета.

### Динамика численности населения
| - 1805 год — 112 чел. - 1864 год — 17 чел. - 1889 год — 93 чел. - 1892 год — 23 чел. | - 1902 год — 39 чел. - 1915 год — 55/79 чел. - 1926 год — 143 чел. |